# Oecus

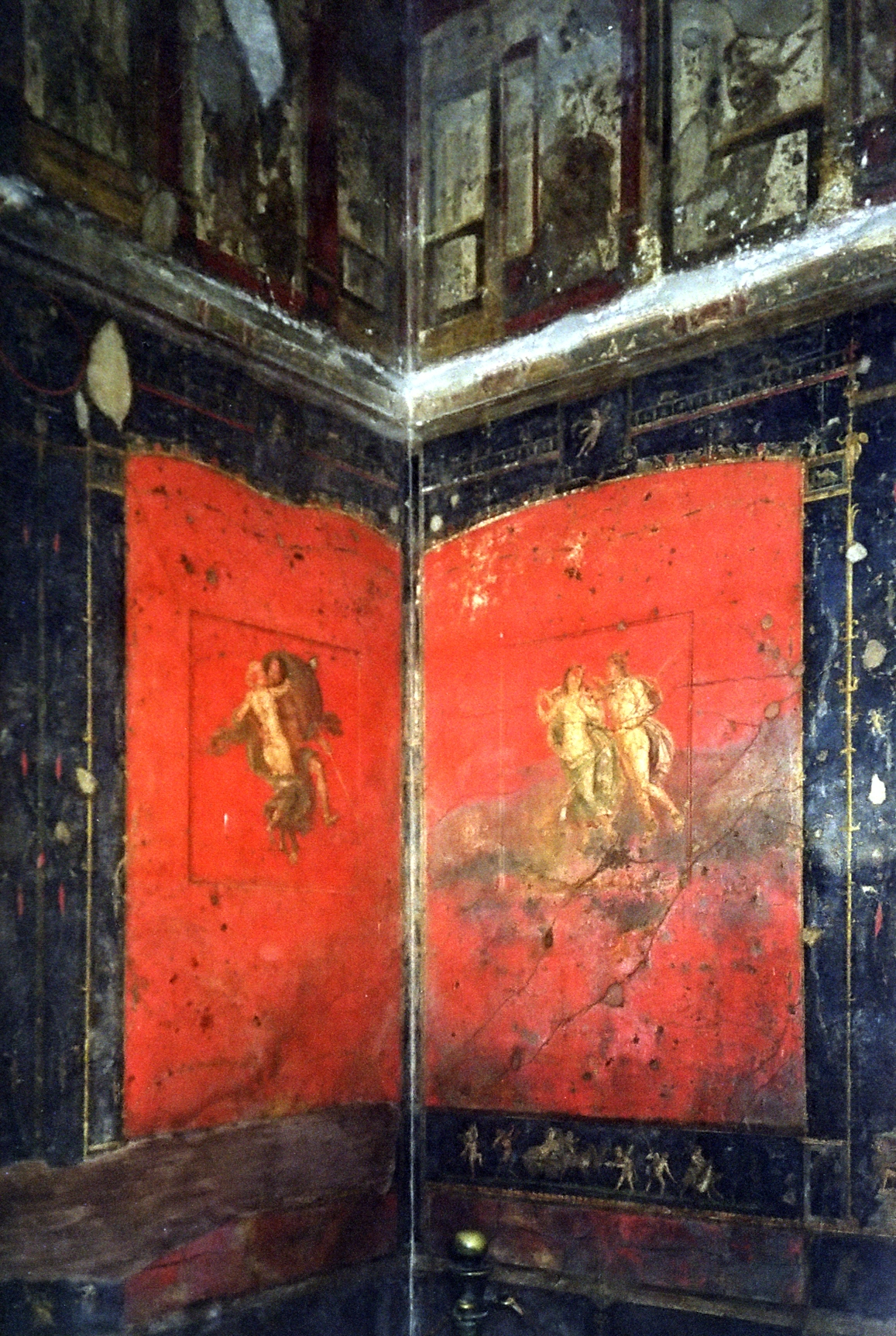
Fresken im Haus der Vettier in Pompeji.

Der Oecus (von altgriechisch οἶκος „Haus“, „Wohnung“) ist ein Raum im römischen Haus, ähnlich dem Triclinium. Der oecus ist aber im Allgemeinen größer, so dass die Decke von Säulen gestützt werden muss. Wie das Triclinium dient auch der oecus als repräsentativer Raum zum Empfang von Gästen.
Vitruv (de architectura 6.3.8-10, 6.7) unterscheidet vier Arten von oecus:
- Tetrastylos: mit vier Säulen
- Korinthisch: mit einer Säulenreihe, die einen Architrav mit darüber liegendem Kranzgesims stützt und einer gewölbten Decke
- Ägyptisch: besonders prächtige Form des oecus, mit rundum laufenden Säulen, die eine ebenfalls mit Säulen versehene Galerie stützen
- Kyzikenisch (κυζίκηνοι von Kyzikos, einer antiken Stadt in Mysien): ein sehr geräumiger, nördlich auf den Garten gehender oecus, der bei den Griechen verbreitet war.

Die oeci waren prachtvoll ausgestattet und häufig mit großflächigen Gemälden (Megalographien) geschmückt. Bekannt sind die oeci in der Villa Boscoreale, im Haus der Vettier mit den sehr feinen Gemälden im 4. Stil und vor allem der oecus der Mysterienvilla, der sogenannte Mysteriensaal mit seinem weltberühmten dionysischen Fries.